# Башня Котибара
Башня Котибара (Кутебара; каз. Көтібар мұнарасы) — памятник архитектуры XIX века, расположенный в 5 км к западу от села Акжарма Сырдарьинского района Кызылординской области Казахстана. Возведена примерно в 1869 году в честь батыра Котибара Басенулы (1757—1823) к югу от его мавзолея. Башня в 1982 году была включена в список памятников истории и культуры республиканского значения и взята под охрану государства.

## Архитектура
Башня расположена на холме, возведена из сырцового прямоугольного кирпича (10×17×27 см). Диаметр основания — 4,1 м, высота — 9,5 м. Тело башни круглое в плане, нижняя часть цилиндрическая, но чуть ниже середины резко сужается, завершаясь усечённой верхней частью. Внутри устроено четыре колоколообразных в сечении уровня, объединённых зенитными проёмами в единое пространство с возможностью выхода на самый верх — на очень узкую галерею с низким (40 см) парапетом.
Узкий входной проём, украшенный аркой стрельчатой формы, изначально устроенный выше уровня земли (примерно на 1,5 м), находится на южной стороне, по направлению к мавзолею Котибара.